# Sofiane Aïssaoui
Sofiane Aïssaoui, född 23 augusti 1991 i Revin i Frankrike, är en fransk MMA-utövare. Han tävlar i welterviktsklassen. Aïssaoui, som har tävlat i MMA sedan 2017, är fransk mästare i Pancrase.